# Rabba bar Chana
Rabba bar Chana (auch: Abba bar Chana) war ein jüdischer Gelehrter des Altertums, wird zu den Amoräern der ersten Generation gezählt und lebte und wirkte im dritten nachchristlichen Jahrhundert.
Er war Brudersohn des R. Chijja, Kollege seines Vetters Rab und gleich diesem ein Schüler Rabbis, von dem er die Vollmacht zu religionsgesetzlichen Entscheidungen erhielt (Sanh 5a).
Nicht selten wird er in Druckwerken verwechselt mit Rabba bar bar Chana.